# Lars-Åke Nilsson
Lars-Åke Nilsson, född 23 maj 1943 i Lunds stadsförsamling i Malmöhus län (folkbokförd i Eslövs församling i Malmöhus län), död 5 november 1996 i London (folkbokförd i Engelbrekts församling i Stockholm), var en svensk diplomat och ambassadör.

## Biografi
Nilsson avlade civilekonomexamen vid Lunds universitet 1966. Han tjänstgjorde vid Utrikesdepartementet 1968–1970, som attaché vid ambassaden i Tokyo 1970–1973 och som ambassadsekreterare vid ambassaden i Washington 1973–1976. Åren 1976–1980 tjänstgjorde han åter i Utrikesdepartementet: 1976–1979 som departementssekreterare och 1979–1980 som kansliråd. Han var ambassadråd vid ambassaden i London 1980–1984, minister vid ambassaden i Moskva 1984–1988 och ambassadör i Prag 1988–1991. Åren 1991–1994 var han kabinettssekreterare i Utrikesdepartementet. Från 1994 till sin död var Nilsson ambassadör i London.
Nilsson invaldes som ledamot av Kungliga Krigsvetenskapsakademien 1993.
Lars-Åke Nilsson var son till urmakaremästaren Hans Nilsson och Olga, född Holmgren. Han gifte sig 1974 med Charlotte Arnell (1940–1999). Han, liksom hustrun och föräldrarna, är begravd på Norra kyrkogården i Lund.

### Utmärkelser
- Storkors av Norska förtjänstorden, 1992.[7]